# Rhizaxinella radiata
Rhizaxinella radiata är en svampdjursart som beskrevs av Jörn Hentschel 1909. Rhizaxinella radiata ingår i släktet Rhizaxinella och familjen Suberitidae.
Artens utbredningsområde är havet kring Australien. Inga underarter finns listade i Catalogue of Life.